# Demência com corpos de Lewy
Demência com corpos de Lewy (DCL) é um tipo de demência acompanhado de alterações no comportamento, cognição e movimento. A perda de memória nem sempre está presente nos estados iniciais. A demência vai-se agravando à medida que a doença avança. Para a condição ser diagnosticada é necessário que o declínio cognitivo interfira com as tarefas quotidianas. Uma das características clínicas mais sugestivas de DCL é a doença comportamental do sono REM (DCSR), caracterizada pela perda de atonia muscular normal durante o sono REM e associação a atuação física do conteúdo dos sonhos. A DCSR pode-se manifestar anos ou décadas antes dos outros sintomas. Entre outros sintomas frequentes estão alucinações visuais, flutuações na atenção ou no nível de alerta, lentidão de movimentos, dificuldade em caminhar e rigidez. O sistema nervoso autónomo é geralmente afetado, o que resulta em alterações na pressão arterial, na função cardíaca e gastrointestinal, da qual a obstipação é um sintoma comum. São também comuns alterações de humor, como depressão e apatia.
Embora se desconheça a causa exata, o mecanismo envolve depósitos disseminados de aglomerados anormais da proteína alfa-sinucleína nos neurónios, denominados corpos de Lewy. A DCL geralmente não é hereditária, embora num pequeno número de famílias se verifique associação genética. O diagnóstico provável baseia-se nos sintomas e em biomarcadores, podendo ser complementado por análises ao sangue, exames neuropsicológicos, exames imagiológicos e polissonografia. Entre outras condições com sintomas semelhantes estão a doença de Alzheimer, doença de Parkinson, delírio e, raramente, psicose.
Não existe cura ou medicação que atrase a progressão da doença. O tratamento tem como objetivo melhorar alguns dos sintomas e diminuir a pressão sobre os cuidadores. Os inibidores da acetilcolinesterase, como a donepezila e a rivastigmina, são eficazes na melhoria da função cognitiva e da generalidade das funções corporais, enquanto a melatonina é usada para os sintomas relacionados com o sono. Os antipsicóticos são geralmente evitados, mesmo no caso de alucinações, dado que as pessoas com DCL são particularmente suscetíveis e a sua administração pode resultar em morte. A medicação para um sintoma pode agravar outro.
A demência com corpos de Lewy é um dos três tipos mais comuns de demência, a par da doença de Alzheimer e da demência vascular. Juntamente com a demência da doença de Parkinson, é uma das duas demências classificadas como demências dos corpos de Lewy. A doença tem geralmente início após os 50 anos de idade e afeta cerca de 0,4% de todas as pessoas com mais de 65 anos. Nos últimos estádios da doença, muitas pessoas com DCL não conseguem tratar de si sozinhas. A esperança de vida após o diagnóstico é de cerca de oito anos. Os depósitos anormais de proteína que constituem o mecanismo subjacente da doença foram descobertos em 1912 por Frederic Lewy. A doença difusa foi descrita pela primeira vez pelo psiquiatra Kenji Kosaka em 1976.